# Boom Boom (utwór muzyczny Emmy)
Boom Boom – utwór ormiańskiej wokalistki Emmy i wydany w formie singla w 2011.
Utwór opowiada o kobiecie zakochanej w mężczyźnie, który nie interesuje się niczym poza uprawianiem boksu. W teledysku do piosenki wystąpił Arthur Abraham, niemiecki bokser ormiańskiego pochodzenia.
Utwór reprezentował Armenię podczas 56. Konkursu Piosenki Eurowizji dzięki wygraniu koncertu selekcyjnego, w którym wybierana była konkursowa propozycja dla Emmy. Utwór otrzymał 41,72% głosów publiczności, dzięki czemu znalazł się na pierwszym miejscu rankingu telewidzów, tak samo klasyfikując się w notowaniach jurorskich. Wyniki finału wzbudziły kontrowersje, a wielu widzów nie zgodziło się z wyborem, domagając się zmiany eurowizyjnej propozycji, a zwycięską uznając za „pozbawioną sensu”. W specjalnie wydanym oświadczeniu Emmy napisała: Musimy uszanować zasady preselekcji i zaakceptować to, że zwolennicy jednej z piosenek byli bardziej aktywni niż zwolennicy innej. Szef ormiańskiej delegacji eurowizyjnej Gohar Gasparian dodał, że (...) krytyka fanów niszczy dobry wizerunek samej wokalistki, jak i całej Armenii, uważanej za jeden z najlepszych krajów w najnowszej historii Eurowizji. 10 maja utwór został zaprezentowany w półfinale Eurowizji 2011 i zdobył 54 punkty, które przełożyły się na 12. miejsce oraz brak awansu do finału. Utwór został pierwszą eurowizyjną propozycją z Armenii, która nie awansowała do finału.